# Göncölfalva
Göncölfalva (1886-ig Kincelova, szlovákul: Kynceľová) község Szlovákiában, a Besztercebányai kerületben, a Besztercebányai járásban.

## Fekvése
Besztercebányától északkeletre, a város szomszédságában fekszik.

## Története
A falut a 13. században alapították. 1436-ban „Kunzelfalva” néven egy, a Szásza és Göncölfalvy családok között kitört birtokvita kapcsán említik először, melyben Zsigmond király hozott döntést. 1489-ben „Kunczldorf”, „Kinczeldorf” alakban említik. 1496 és 1526 között a Thurzó családé, később Besztercebánya város fennhatósága alá tartozott. A 16. században lakói luteránusok lettek.
A 18. század végén Vályi András így ír róla: „KINCZELOVA. Tót fal Zólyom Várm. földes Ura a’ Besztercze Bánya Városa, lakosai katolikusok, fekszik Besztercze Bányához nem meszsze, és annak filiája, határjának 2/3 része sovány, és a’ záporok járják, 1/3 része pedig termékeny, fája tűzre, és épűletre van, réttye, legelője elég.”
1828-ban 14 házában 107 lakos élt, főként mezőgazdasággal, fuvarozással foglalkoztak, később ácsok, kőművesek voltak. Evangélikus egyházi iskoláját 1840-ben alapították.
Fényes Elek 1851-ben kiadott geográfiai szótárában így ír a faluról: „Kinczelova, tót falu, Zólyom vmegyében, ut. p. Beszterczebánya, felemelt sikságon: 110 evang., 29 kath. lak. Földe homokos agyag, melly mindent megterem. Van Szelecz nevü patakja, 6 urb. telke; de majorsága nincs. Birja Beszterczebánya városa.”
A trianoni diktátumig területe Zólyom vármegye Besztercebányai járásához tartozott.
Egy ideig Besztercebánya része volt, ma újra önálló község.

## Népessége
| Év:            | 1994. | 2004.    | 2014.   | 2024.   |
| -------------- | ----- | -------- | ------- | ------- |
| Emberek száma: | 278   | 345      | 376     | 393     |
| Eltérés:       |       | +24,10 % | +8,98 % | +4,52 % |

| Év:            | 2023. | 2024.   |
| -------------- | ----- | ------- |
| Emberek száma: | 388   | 393     |
| Eltérés:       |       | +1,28 % |

1910-ben 160, túlnyomórészt szlovák anyanyelvű lakosa volt.
2001-ben 334 lakosából 321 szlovák volt.
2011-ben 386 lakosából 367 szlovák volt.

## Nevezetességei
- A falu haranglába 1870-ben épült.
- Legrégibb lakóháza egy 1913-ban épített parasztház.

## Külső hivatkozások
- Községinfó
- Göncölfalva Szlovákia térképén
- Travelatlas.sk
- E-obce.sk